# Кузин, Александр Леонидович
Алекса́ндр Леони́дович Ку́зин (укр. Олександр Леонідович Кузін; род. 21 октября 1974) — украинский легкоатлет, специалист по бегу на длинные дистанции, кроссу и марафону. Выступал на профессиональном уровне в 1990-х и 2000-х годах, победитель и призёр ряда крупных стартов на шоссе, участник летних Олимпийских игр в Пекине. Мастер спорта Украины международного класса.

## Биография
Александр Кузин родился 21 октября 1974 года.
Занимался лёгкой атлетикой в Днепропетровске. Окончил Днепропетровский государственный институт физической культуры и спорта (1995).
Впервые заявил о себе в лёгкой атлетике на международном уровне в сезоне 1994 года, когда вошёл в состав украинской национальной сборной и выступил на чемпионате мира по кроссу в Будапеште — занял 230-е и 26-е места в личном и командном зачётах соответственно.
В 1995 году на кроссовом чемпионате мира в Дареме показал 139-й результат в личном зачёте и 15-й результат в командном зачёте.
В 1996 году на чемпионате мира по кроссу в Стелленбосе был 150-м и 19-м в личном и командном зачётах. Также отметился выступлением на чемпионате мира по полумарафону в Пальме, где с результатом 1:06:18 расположился в итоговом протоколе соревнований на 58-й строке.
На кроссовом чемпионате мира 1997 года в Турине занял 142-е место, тогда как на чемпионате мира по полумарафону в Кошице финишировал 62-м.
В 1999 году впервые попробовал себя на марафонской дистанции, в частности с результатом 2:17:00 финишировал 13-м на Пражском марафоне.
В 2000 году был четвёртым на Пражском марафоне (2:13:08), выиграл Баденский марафон (2:15:39), стал девятым на Венецианском марафоне (2:12:47).
В 2001 году финишировал седьмым на Туринском марафоне (2:13:10), 18-м в марафоне на чемпионате мира в Эдмонтоне (2:21:26), вторым на Итальянском марафоне в Карпи (2:12:20).
В 2002 году вновь был седьмым на Туринском марафоне (2:13:30), третьим на Итальянском марафоне (2:11:07).
В 2003 году стал девятым на Марсельском марафоне (2:17:38), восьмым на Итальянском марафоне (2:18:09).
В 2004 году сошёл с дистанции на марафоне в Тревизо, был девятым в Турине (2:18:02), пятым в Брюсселе (2:13:41), восьмым в Далласе (2:24:39).
В 2005 году занял третье место на марафоне в Тревизо (2:13:39), четвёртое место на марафоне в Венеции (2:10:54).
В 2006 году финишировал пятым на Римском марафоне (2:10:09), вторым на Дублинском марафоне (2:13:11), одержал победу на чемпионате Украины в беге на 20 км.
В 2007 году с личным рекордом 2:07:33 превзошёл всех соперников на марафоне в Линце, сошёл на Пражском марафоне, показал девятый результат на Нью-Йоркском марафоне (2:14:01).
В 2008 году занял 15-е место на Парижском марафоне (2:11:09). Выполнив олимпийский квалификационный норматив, благополучно прошёл отбор на летние Олимпийские игры в Пекине — в итоге в программе марафона сошёл уже на раннем этапе гонки. Также в этом сезоне отметился выступлением на Миланском марафоне, где показал результат 2:13:43 и пришёл к финишу восьмым.
В 2009 году закрыл десятку сильнейших Марафона Тэгу (2:11:44), стал четвёртым на Венецианском марафоне (2:10:54).
Продолжал принимать участие в различных коммерческих забегах на шоссе вплоть до 2014 года.
За выдающиеся спортивные достижения удостоен почётного звания «Мастер спорта Украины международного класса».
Впоследствии проявил себя на тренерском поприще, возглавлял беговой клуб «Тарас Бульба». Его жена Татьяна Гладырь — так же известная бегунья.